# Louise de Budos

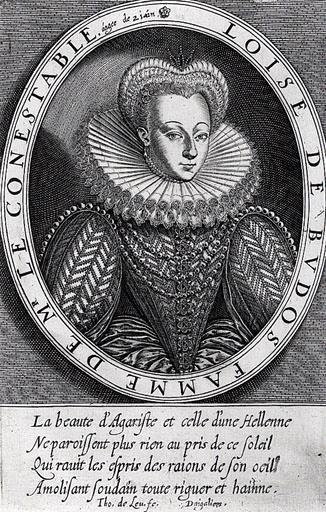
Louise de Budos, Gravur von Thomas de Leu, um 1596

Louise de Budos (* 13. Juli 1575; † 26. September 1598 auf Schloss Chantilly), genannt la Connétable, war Duchesse de Montmorency als zweite Ehefrau von Henri I. de Montmorency, Connétable von Frankreich.

## Leben
Louise de Budos war die Tochter von Jacques de Budos, Vicomte de Portes (1537–1596), und Catherine de Clermont-Montoison († 1625). Sie ist die ältere Schwester von Antoine Hercule de Budos (1589–1629), Vicomte de Portes, und Balthazar de Budos, Koadjutor des Bischofs von Castres und später Bischof von Agde.
Sie war noch keine sechzehn Jahre alt, als sie per Ehevertrag, unterzeichnet am 16. Februar 1591 auf Schloss Theyrargues, von ihrem Vater mit Jean de Grammont, Seigneur de Vachères et de Montclar (Dauphiné), Sohn von Guillaume de Grammont und Jeanne d’Hostun, verheiratet wurde. Jean de Grammont war ein protestantischer Kommandeur und Capitaine von 100 Chevau-léger de la garde du roi; er starb am 30. November 1592 und ließ Louise de Budos 17-jährig als Witwe zurück. Die Ehe blieb ohne Nachkommen.
Bereits nach drei Monaten Witwenschaft wurde sie per Ehevertrag, unterzeichnet am 29. März 1593 in Agde, mit Henri I. de Montmorency (1534–1614) verheiratet. Er war seit 1563 Gouverneur des Languedoc, das er wie ein souveräner Fürst regierte, seit 1566 Marschall von Frankreich und seit 1579 durch den Tod seines älteren Bruders François der dritte Herzog von Montmorency. Henri war 43 Jahre älter als Louise, seit 1591 Witwer von Antoinette de La Marck (1542–1591), von der er vier Kinder bekommen hatte, die etwa in Louises Alter waren, darunter zwei Söhne, die allerdings bereits gestorben waren: der ältere zweijährig 1573, der jüngere am 15. Februar 1593, 42 Tage vor der Hochzeit – der Duc de Montmorency hatte also Bedarf nach einem männlichen Erben und war bereits im 59. Lebensjahr.
Da Henri de Montmorency im gleichen Jahr 1593 zum Connétable von Frankreich ernannt worden war, wurde Louise de Budos im Allgemeinen „la Connétable“ genannt.
Louise konnte dem Wunsch des Connétable nach weiteren Kindern, vor allem nach einem männlichen Erben, nachkommen: am 11. Mai 1594 wurde in Pézenas die Tochter Charlotte Marguerite geboren, am 30. April 1595 auf Schloss Chantilly der ersehnte Sohn Henri; über einen zweiten Sohn, Charles, ist lediglich bekannt, dass er in jungen Jahren starb.
Am 26. September 1598 starb Louise de Budos im Alter von 23 Jahren in Chantilly an einem Schlaganfall (siehe unten). Die Beerdigung wurde am 3. Dezember in der Kirche Saint-Nicolas-des-Champs in Paris begangen.
Henri de Montmorency heiratete per Ehevertrag, der am 19. Juni 1601 in Beaucaire unterzeichnet wurde, in dritter Ehe Laurence de Clermont (1570/71–24. September 1654), Tochter von Claude de Clermont, Baron de Montoison, und Louise de Rouvroy-Saint-Simon, und damit eine Tante Louises (Haus Clermont-Tonnerre). Diese Ehe blieb ohne Nachkommen.

## Nachkommen
- Charlotte Marguerite, * Pézenas 11. Mai 1594; † Schloss Châtillon-sur-Loire[3] 2. Dezember 1650, 1639 Dame de Châteauroux, de Chantilly etc., bestattet Paris Saint-Jacques; ⚭ (Ehevertrag Louvre 2. März 1609 und persönlich) Chantilly 17. Mai 1609 Henri II. de Bourbon, 3. Prince de Condé; * Saint-Jean-d’Angély 1. September 1588, † Paris 26. Dezember 1646, bestattet in Vallery (Haus Bourbon-Condé)
- Henri II., * Chantilly 30. April 1595; † enthauptet Toulouse 30. Oktober 1632, 1614 4. Duc de Montmorency, Pair de France, 1597 Gouverneur des Languedoc, 1599 Gouverneur von Narbonne, 1612 Admiral von Frankreich und Vizekönig von Neufrankreich (Kanada), 1630 Marschall von Frankreich; ⚭ I 11. September 1608 Jeanne de Scépeaux (* 1588; † Pincé 20. November 1620), Duchesse de Beaupréau, Tochter von Guy de Scépeaux, Duc de Beaupréau, und Marie de Rieux, die Ehe wurde 1609 annulliert; ⚭ II (Ehevertrag Paris 28. Dezember 1612 und persönlich ) Paris 1. August 1613 Maria Felicia Orsini, * Rom 11. November 1599; † Moulins 5. Juni 1666, 1657 geistlich in Moulins, Tochter von Virginio Orsini, Duca di Bracciano, Ritter des Ordens vom Goldenen Vlies (Haus Orsini), und Fulvia Perretti
- Charles († klein)

Da Henri II. ohne Nachkommen blieb, erbte seine Schwester Charlotte Marguerite das Herzogtum Montmorency, deren Erbe ihr Sohn Louis II. de Bourbon, Prince de Condé, genannt le Grand Condé (1621–1686) wurde.

## Zeitgenössisches
Saint-Simon: „Louise de Budos, eine achtzehnjährige Witwe, und ihre Mutter befanden sich an der Seite der Frau des Connétable, als diese 1593 starb. Mutter und Tochter taten ihr Bestes, um Montmorencys Schmerz zu lindern, der lange Zeit untröstlich blieb. Als sie eines Tages in der Nähe des Schlosses von Pézenas spazieren gingen, trafen sie auf eine arme Frau, die mit einem Kind auf dem Arm um Almosen bat. Louise ist gerührt und zwingt ihre Mutter, der Bettlerin ein paar Münzen zu geben. Diese bedankt sich und versichert den beiden Frauen, dass ihre Wohltätigkeit tausendfachen Segen bringen würde, wenn sie es nur wollten. Die Bedingung war, dass sie einen Ring annahmen, den sie ihnen reichte und den sie dem Connétable anstecken sollten. Der Rat wurde Punkt für Punkt befolgt und ... der Connétable heiratete Louise de Budos“.
Tallemant des Réaux: „Im Languedoc verliebte er [Henri de Montmorency] sich, als er schon älter war, in Mademoiselle de Portes aus dem Hause Budos; sie war ein schönes, aber armes Mädchen, das, obwohl sie ein Fräulein war, dennoch nicht von Geburt an einen Connétable anstrebte. Deshalb und weil sie an einem Schlaganfall starb und ihr Gesicht ganz verzogen war, hat man gesagt, sie habe sich dem Teufel hingegeben, um den Herrn Connétable zu heiraten, und César, ein Italiener, der am Hof als Zauberer galt, sei der Vermittler dieses Paktes gewesen. – Nach dem Tod seiner Frau heiratete der Connétable ein Fräulein von Montoison, die Tante seiner Frau, weil er sie unter seiner Hand fand, denn sie war weder jung noch schön. Nach drei Monaten war er ihrer so überdrüssig, dass er sie nach Méru verbannte.“
Pierre de L’Estoile: „…starb zu dieser Zeit in Chantilly, in der Blüte ihrer Jahre und ihres Alters, Madame la Connétable, die Blüte der Schönheiten des Hofes, ein hässlicher Spiegel der Gerechtigkeit Gottes in ihrem Ende, das mit Verzweiflung, Schrecken und entsetzlichem Wehklagen verbunden war, den Höflingen und Kurtisanen dieses Jahrhunderts zur Belehrung dienend, Gott zu fürchten und nicht wie diese zu handeln, die sich dem Teufel hingegeben hatte, der ihn mit seiner Eitelkeit und Neugier bezahlte, Laster, die die meisten Herren und Damen des Hofes heute zu ihrem Gott machen!“